# Quercus laevis
Quercus laevis Walter – gatunek roślin z rodziny bukowatych (Fagaceae Dumort.). Występuje naturalnie w południowo-wschodnich Stanach Zjednoczonych – w Alabamie, na Florydzie, w Georgii, Luizjanie, Missisipi, Karolinie Północnej, Karolinie Południowej oraz Wirginii.

## Morfologia
PokrójZrzucające liście drzewo lub krzew. Dorasta do 20 m wysokości. Kora ma szarawą barwę.
LiścieBlaszka liściowa ma kształt od okrągławego do owalnie eliptycznego. Mierzy 10–20 cm długości oraz 8–15 cm szerokości, jest z 3–7 parami łagodnie zakończonych lub sierpokształtnych klap na brzegu, ma nasadę od ostrokątnej do zbiegającej po ogonku i ostry lub spiczasty wierzchołek. Ogonek liściowy jest nagi i ma 5–25 mm długości.
OwoceOrzechy zwane żołędziami o kształcie od jajowatego do elipsoidalnego, dorastają do 17–28 mm długości i 12–18 mm średnicy. Osadzone są pojedynczo w miseczkach w kształcie kubka, które mierzą 9–14 mm długości i 16–24 mm średnicy. Orzechy otulone są w miseczkach do 35% ich długości.

## Biologia i ekologia
Rośnie w zaroślach oraz na piaszczystym podłożu, na terenach nizinnych. Q. laevis zazwyczaj rośnie w lasach sosnowych z przewagą sosny długoigielnej (Pinus palustris). Razem z innym gatunkiem dębu Q. incana tworzą w tych lasach warstwę podszycia. Runo jest przeważnie zdominowane przez gatunek Aristida stricta.